# Tatiana Mavrina
Tatiana Alekseïevna Mavrina (en russe : Татьяна Алексеевна Маврина), née le 7 décembre 1902 (20 décembre dans le calendrier grégorien) à Nijni Novgorod et décédée le 19 août 1996 à Moscou, est une peintre et illustratrice soviétique et russe. Elle est lauréate du prestigieux prix international, le Prix Hans-Christian-Andersen, dans la catégorie Illustration, en 1976.

## Biographie

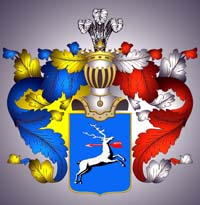
Les armoiries de la famille Mavrine.

Fille du professeur des lettres Aleksei Lebedev et de son épouse Anastasia Petrovna issue de la maison des Mavrine, Tatiana a un frère Sergueï qui deviendra scientifique , membre de l'Académie des sciences d'URSS.
Elle étudie aux ateliers supérieurs d'art et de technique de Moscou. Elle travaille ensuite comme peintre et illustratrice de livres pour enfants. Elle illustre de nombreux contes populaires russes. Pendant la Seconde Guerre mondiale, elle réalise une série de loubki. Certains des dessins de Mavrina ont servi de base à de courtes histoires écrites par Yuri Koval.
Tatiana Mavrina meurt à Moscou à l'âge de 93 ans, et elle est inhumée au cimetière de Novodevitchi.

## Prix et distinctions
- 1972 : (international) « Honor List »[2], de l' IBBY, catégorie Illustration, pour Za tridevjad zemel
- 1976 : Prix Hans-Christian-Andersen, catégorie Illustration